# Главный вычислительный центр Вооружённых сил Российской Федерации
Главный вычислительный центр Вооружённых сил Российской Федерации (ГВЦ ВС РФ) — структурное подразделение Министерства обороны, в задачи которого входит внедрение автоматизированных систем управления (в том числе для имитационного моделирования и поддержки принятия решений), ведение фонда программ военного назначения, управление информационными ресурсами Минобороны и т. д.
Совместное расследование Bellingcat, The Insider и Der Spiegel пришло к выводу, что секретное подразделение ГВЦ занимается разработкой полётных заданий для крылатых ракет, применение которых Россией в ходе вторжения на Украину неоднократно приводило к разрушению гражданской инфраструктуры и гибели сотен мирных жителей, что может быть квалифицировано как военное преступление.

## История
ГВЦ ВС — преемник Информационно-расчётного центра Генерального штаба Вооружённых сил СССР, одного из первых вычислительных центров Минобороны. Центр был образован в августе 1963 года для автоматизации управлений Генштаба и главных штабов видов вооружённых сил в соответствии с Постановлением Совета министров СССР от 17 февраля 1962 года.
С 1974 года центр оснащался ЭВМ серии ЕС, с конца 1980-х занимался внедрением персональных ЭВМ и локальных сетей в управлениях Генштаба.
В 2020 году получил боевое знамя. 14 августа 2020 года начальник Генерального штаба Вооруженных Сил Российской Федерации генерал армии Валерий Герасимов в торжественной обстановке вручил генерал-майору Роберту Баранову Боевое знамя Главного вычислительного центра Вооруженных Сил Российской Федерации.

## Функции
В официальных источниках функции ГВЦ ВС описываются как предоставление ИТ-услуг и автоматизации. В ведении вычислительного центра находится фонд программ военного назначения, ведение документации к ним и управление интеллектуальной собственностью. На базе ГВЦ действует Центр моделирования Генерального штаба ВС, занятый разработкой, внедрением и сопровождением моделирующих комплексов и систем поддержки принятия решений. Вычислительный центр занимается хранением и обработкой персональных данных военнослужащих.
ГВЦ отвечает за ведение информационного фонда в Службе информационных ресурсов ВС РФ (части единого информационного пространства ВС РФ) и обеспечение работы «Электронного цифрового образовательного ресурса» — электронной библиотеки Министерства обороны, которая на 2020 год содержала более 10 тысяч учебных изданий.
Вычислительный центр участвует в подготовке специалистов по информационным технологиям в Военной академии Генерального штаба ВС РФ. Реорганизованный в 2014 году Центр информационных технологий (ЦИТ) академии был создан на базе двух отделов ГВЦ и занимается интеграцией новых информационных технологий в образовательный процесс и научную работу.

## Роль во вторжении России на Украину и санкции
Расследование Bellingcat, российского издания The Insider и немецкого Der Spiegel выявило в структуре ГВЦ секретное подразделение, которое занимается разработкой полётных заданий для крылатых ракет, используемых Россией в ходе вторжения на Украину. Журналисты идентифицировали 30 сотрудников этого подразделения: как военных инженеров, построивших карьеру в армии или на флоте, так и молодых людей, работавших в «гражданском» ИТ, например, в разработке видеоигр.
Данные расследования позволили предположить, что подразделение включает три команды, которые специализируются на отдельных видах крылатых ракет: 3М-14 (ОКР «Калибр»), Р-500 (ОТРК «Искандер») и Х-101. С начала войны попадания российских ракет по гражданским объектам привели к гибели сотен мирных жителей, а целью массированных обстрелов в октябре 2022 года стали объекты гражданской энергоинфраструктуры. Международные прокуроры инициировали расследование этих ударов как вероятных военных преступлений. Журналисты отметили, что сотрудники ГВЦ наводили ракеты, осознавая последствия своих действий, что позволяет характеризовать их как военных преступников.
16 декабря 2022 года все 29 сотрудников ГВЦ ВС РФ, упомянутые в расследовании, были внесены в санкционный список Евросоюза. В частности, под санкции попали директор ГВЦ генерал-майор Роберт Баранов, заместитель командира ГВЦ полковник Евгений Капшук и командир отдела предварительного планирования ракетных ударов ГВЦ полковник Игорь Багнюк. Евросоюз отметил, что попавшие под санкции являются ключевыми фигурами ракетных ударов России по Украине, в том числе по гражданским целям с апреля по октябрь 2022 года, что привело к гибели более 30 человек и ранения более 100 человек только лишь в октябре 2022 года. Также в санкционный список был внесён Главный вычислительный центр, так как он несёт ответственность за поддержку или реализацию действий, подрывающих или угрожающих территориальной целостности, суверенитету и независимости Украины. В конце февраля 2023 года 27 сотрудников ГВЦ, а также 4 командира, включая Роберта Баранова, попали под санкции Японии. 24 февраля 2023 года Главный вычислительный центр был внесён в санкционный список США.